# Fred Couples
Frederick Stephen Couples (* 3. Oktober 1959 in Seattle, Washington) ist ein US-amerikanischer Profigolfer der PGA TOUR und der Champions Tour. Schon als junger Spieler bekam er, seiner langen Abschläge wegen, den Spitznamen „Boom Boom Freddy“. Er ist einer von wenigen Professionals, die ohne Handschuh spielen.

## Karriere
Couples gehört zum erlesenen Kreis der Major Sieger, seit er im Jahr 1992 das Masters gewinnen konnte. Im selben Jahr war er für 16 Wochen als erster US-Amerikaner an der Spitze der Weltrangliste.
Im Laufe seiner langen Karriere machten ihm immer wieder Rückenprobleme zu schaffen. Trotzdem ist er weiterhin aktiv und erfolgreich. So hat Couples im April 2006 den dritten Platz beim Masters erreichen können und war im Oktober 2009, 2011 und 2013 non playing captain der siegreichen US-amerikanischen Mannschaft im Presidents Cup.
Seit 2010 spielt Couples auch auf der Champions Tour und hatte mit drei Siegen in den ersten zwei Monaten einen sehr erfolgreichen Einstand. Im August 2011 gewann er sein erstes Senior Major, die Senior Players Championship, und im Jahr darauf ein weiteres, die Senior British Open Championship.
In der Komödie Happy Gilmore 2 von 2025 spielt er sich selbst.

## PGA Tour Siege (15)
- 1983: Kemper Open
- 1984: Tournament Players Championship
- 1987: Byron Nelson Golf Classic
- 1990: Nissan Los Angeles Open
- 1991: Federal Express St. Jude Classic, B.C. Open
- 1992: Nissan Los Angeles Open, Nestlé Invitational, The Masters Tournament
- 1993: Honda Classic
- 1994: Buick Open
- 1996: The PLAYERS Championship
- 1998: Bob Hope Chrysler Classic, Memorial Tournament
- 2003: Shell Houston Open

Major Championships sind fett gedruckt.

## European Tour Siege
- 1995: Dubai Desert Classic, Johnnie Walker Classic

## Champions Tour Siege (12)
- 2010: The ACE Group Classic, Toshiba Classic, Cap Cana Championship, Administaff Small Business Classic
- 2011: Constellation Energy Senior Players Championship, AT&T Championship
- 2012: Mississippi Gulf Resort Classic, Senior British Open Championship
- 2013: Charles Schwab Cup Championship
- 2014: Toshiba Classic, Shaw Charity Classic
- 2017: Chubb Classic

Senior Major Championships sind fett gedruckt.

## Andere Turniersiege (30)
- 1978: Washington Open (als Amateur)
- 1983: JCPenney Classic (mit Jan Stephenson)
- 1988: Northwest Open
- 1990: Northwest Open, RMCC Invitational (mit Raymond Floyd), Sazale Classic (mit Mike Donald)
- 1991: Johnnie Walker World Championship
- 1993: Lincoln-Mercury Kapalua International. Skins Game
- 1994: Lincoln-Mercury Kapalua International, Franklin Templeton Shark Shootout (mit Brad Faxon), Wendy’s 3-Tour Challenge (mit Paul Azinger und Greg Norman)
- 1995: Johnnie Walker World Championship, Skins Game, Telus Skins Game
- 1996: Skins Game, Wendy’s 3-Tour Challenge (mit Davis Love III und Payne Stewart), Telus Skins Game
- 1997: Wendy’s 3-Tour Challenge (mit Tom Lehman und Phil Mickelson)
- 1998: Telus Skins Game
- 1999: Franklin Templeton Shark Shootout (mit David Duval), Telus Skins Game, Diners Club Matches (mit Mark Calcavecchia)
- 2000: Telus Skins Game
- 2001: Hyundai Team Matches (mit Mark Calcavecchia)
- 2003: The ConAgra Foods Skins Game, Tylenol Par-3 Shootout at Treetops Resort
- 2004: Merrill Lynch Skins Game, Tylenol Par-3 Shootout at Treetops Resort
- 2006: ING Par-3 Shootout

## Resultate in Major Championships
| Turnier               | 1980 | 1981 | 1982 | 1983 | 1984 | 1985 | 1986 | 1987 | 1988 | 1989 |
| --------------------- | ---- | ---- | ---- | ---- | ---- | ---- | ---- | ---- | ---- | ---- |
| The Masters           | DNP  | DNP  | DNP  | T32  | 10   | T10  | T31  | DNP  | T5   | T11  |
| US Open               | DNP  | DNP  | CUT  | CUT  | T9   | T10  | DNP  | T46  | T10  | T21  |
| The Open Championship | DNP  | DNP  | DNP  | DNP  | T4   | DNP  | T46  | T40  | T4   | T6   |
| PGA Championship      | DNP  | DNP  | T3   | T23  | T20  | T6   | T36  | CUT  | CUT  | CUT  |

| Turnier               | 1990 | 1991 | 1992 | 1993 | 1994 | 1995 | 1996 | 1997 | 1998 | 1999 |
| --------------------- | ---- | ---- | ---- | ---- | ---- | ---- | ---- | ---- | ---- | ---- |
| The Masters           | 5    | T35  | 1    | T21  | DNP  | T10  | T15  | T7   | T2   | T27  |
| US Open               | CUT  | T3   | T17  | T16  | T16  | CUT  | DNP  | T52  | T53  | CUT  |
| The Open Championship | T25  | T3   | CUT  | T9   | DNP  | CUT  | T7   | T7   | T66  | DNP  |
| PGA Championship      | 2    | T27  | T21  | T31  | T39  | T31  | T41  | T29  | T13  | T26  |

| Turnier               | 2000 | 2001 | 2002 | 2003 | 2004 | 2005 | 2006 | 2007 | 2008 | 2009 |
| --------------------- | ---- | ---- | ---- | ---- | ---- | ---- | ---- | ---- | ---- | ---- |
| The Masters           | T11  | 26   | T36  | T28  | T6   | T39  | T3   | T30  | CUT  | CUT  |
| US Open               | T16  | CUT  | DNP  | T66  | CUT  | T15  | T48  | DNP  | DNP  | DNP  |
| The Open Championship | 6    | CUT  | DNP  | T46  | DNP  | T3   | CUT  | DNP  | DNP  | DNP  |
| PGA Championship      | CUT  | T37  | DNP  | T34  | DNP  | T70  | CUT  | DNP  | CUT  | T36  |

| Turnier               | 2010 | 2011 | 2012 | 2013 | 2014 | 2015 | 2016 | 2017 | 2018 |
| --------------------- | ---- | ---- | ---- | ---- | ---- | ---- | ---- | ---- | ---- |
| The Masters           | T6   | T15  | T12  | T13  | T21  | CUT  | DNP  | T18  | T38  |
| US Open               | DNP  | DNP  | DNP  | DNP  | DNP  | DNP  | DNP  | DNP  | DNP  |
| The Open Championship | DNP  | DNP  | DNP  | T32  | DNP  | DNP  | DNP  | DNP  | DNP  |
| PGA Championship      | DNP  | DNP  | DNP  | DNP  | DNP  | DNP  | DNP  | DNP  | DNP  |

| Turnier               | 2019 | 2020 | 2021 | 2022 | 2023 | 2024 | 2025 |
| --------------------- | ---- | ---- | ---- | ---- | ---- | ---- | ---- |
| The Masters           | CUT  | CUT  | CUT  | CUT  | T50  | CUT  | CUT  |
| PGA Championship      | DNP  | DNP  | DNP  | DNP  | DNP  | DNP  |      |
| US Open               | DNP  | DNP  | DNP  | DNP  | DNP  | DNP  |      |
| The Open Championship | DNP  | KT   | DNP  | DNP  | DNP  | DNP  |      |

DNP = nicht teilgenommen (engl. did not play)

WD = aufgegeben (engl. withdrawn)

DQ = disqualifiziert

CUT = Cut nicht geschafft

„T“ geteilte Platzierung (engl. tie)

KT = Kein Turnier (wegen Covid-19)

Grüner Hintergrund für Siege

Gelber Hintergrund für Top 10

## Teambewerbe
- USA vs. Japan: 1984
- Ryder Cup: 1989 (remis), 1991 (Sieger), 1993 (Sieger), 1995, 1997
- Asahi Glass Four Tours World Championship of Golf: 1990, 1991
- Dunhill Cup: 1991, 1992, 1993 (Sieger), 1994
- World Cup: 1992, 1993, 1994, 1995 (alle gemeinsam mit Davis Love III gewonnen)
- Presidents Cup: 1994 (Sieger), 1996 (Sieger), 1998, 2005 (Sieger), 2009 (non playing captain, Sieger), 2011 (non playing captain, Sieger), 2013 (non playing captain, Sieger)